# Damon Diletti
Damon Diletti, född den 1 maj 1971 i Perth, Australien, är en australisk landhockeyspelare.
Han tog OS-silver i herrarnas landhockeyturnering i samband med de olympiska landhockeytävlingarna 1992 i Barcelona. Därefter tog han OS-brons i herrarnas landhockeyturnering i samband med de olympiska landhockeytävlingarna 1996 i Atlanta.
Diletti tog OS-brons igen i samma gren i samband med de olympiska landhockeytävlingarna 2000 i Sydney.